# Oshri Cohen
Oshri Cohen, en hebreo: אושרי כהן (Lod, Israel, 11 de enero de 1984) es un actor y modelo israelí.
Comenzó su carrera de niño en el Teatro Beit Lessin de Tel Aviv, y desde entonces ha participado en varias funciones teatrales (La vida por delante, …), películas (Líbano,…) o series de televisión (Homeland…)
Ganó el Premio a la promesa teatral en 2006.